# Marco Vinicio (console 19 a.C.)
Marco Vinicio (in latino: Marcus Vinicius; Cales, 50 a.C. circa – dopo il 7 d.C. ?) è stato un politico e militare romano dell'Impero.
Intimo amico di Augusto, sembra prendesse parte a giochi di dadi con lo stesso imperatore, come ci racconta Svetonio:
(Svetonio, Augustus, 71.)

## Biografia
Homo novus nato da famiglia di rango equestre, era strettamente imparentato con Lucio Vinicio console nel 33 a.C. Suo figlio Publio Vinicio fu console nel 2, mentre il nipote suo omonimo fu console due volte, nel 30 e nel 45.
Nel 26 a.C., in qualità di legato della Gallia Comata contribuì alla pacificazione della Vallis Poenina (odierno Vallese), a nord della Valle d'Aosta, dove Terenzio Varrone fondò, poco dopo, la colonia di Augusta Praetoria (Aosta), e permise di aprire i collegamenti tra Gallia ed Italia. Inoltre, passò il Reno e riportò una vittoria sui Germani che avevano trucidato dei mercanti romani, entrati nei loro territori per scopi commerciali, guadagnando così ad Augusto una salutatio imperatoria e un trionfo: al posto di celebrare quest'ultimo, Augusto fece erigere un arco trionfale sulle Alpi.
Nel 19 a.C. ottenne i fasces come console suffectus, subentrando tra agosto e ottobre a Gaio Senzio Saturnino e rimanendo fino alla fine dell'anno al fianco di Quinto Lucrezio Vespillone. Forse in questi anni fu cooptato nel collegio dei quindecemviri sacris faciundis.

### Le campagne nell'area illirico-balcanica (dal 14 a.C. all'1)
Nel 14 a.C. venne inviato, in qualità di proconsole o legato imperiale, in Illirico. L'anno successivo (13 a.C.), dopo una visita di Augusto ad Aquileia, per contrastare le continue incursioni problematiche dei popoli della zona e le continue ribellioni delle genti dell'area di Emona e Siscia, venne inviato a supporto di Vinicio Marco Vipsanio Agrippa, genero dell'Imperatore Augusto.  La campagna di quest'anno prevedeva di avanzare contemporaneamente lungo due fronti (Illirico e Macedonia), in una manovra a tenaglia, che non desse scampo alle popolazioni pannoniche della valle della Sava. Fu così che, per prima cosa, si represse definitivamente la rivolta scoppiata tra i Pannoni della zona di Emona e Siscia dell'anno precedente; sul fronte orientale si procedette, invece, ad avanzare ed a occupare la Dardania e la piana di Sirmio.
Nel 12 a.C. subentrò ad Agrippa, morto improvvisamente all'inizio dell'anno, il figliastro di Augusto, Tiberio, che portò a termine la sottomissione definitiva di Dardani, Amantini e Scordisci, mentre Marco Vinicio consolidava la via di penetrazione Scupi–Naisso-Sirmio. 
Nell'11 e 10 a.C., Marco Vinicio era probabilmente proconsole d'Asia, supportò certamente Tiberio contro le popolazioni della futura provincia di Dalmazia (dall'attuale Croazia alla Bosnia intera), ma potrebbe aver contribuito a sedare la rivolta in Tracia, a fianco di Lucio Calpurnio Pisone.
Ancora negli anni 3 a.C. -1 d.C., Marco Vinicio, forse nuovamente legato in Illirico, compì una campagna punitiva oltre il Danubio contro Daci e Bastarni, rei di aver compiuto continue scorrerie in Pannonia, Dalmazia, Mesia e Tracia, al fine di realizzare un corridoio di genti alleate a Roma tra Boemia e Transilvania, che dividesse il potente regno dei Marcomanni da quello dei Daci. Egli condusse, probabilmente partendo da Poetovio o Siscia, una campagna nei territori a nord della Drava, spingendosi fino alla zona di Aquincum, venendo a contatto e sottomettendo Cotini, Anartii ed altre tribù del lago Balaton, quali Osii (e forse i residui del popolo celtico dei Boii).

### In Germania (1-3)
Nel periodo 1-3 d.C., Marco Vinicio fu nominato governatore della Germania. Velleio racconta dei suoi sforzi per sedare un immensum bellum tra i Germani: al termine di numerose operazioni di attacco e difesa compiute con successo, egli ottenne gli ornamenta triumphalia e una speciosissima inscriptio operum.

### Dopo il 3 d.C.
Ronald Syme ha proposto che lo storico di origine equestre Velleio Patercolo abbia dovuto il suo ingresso in senato attorno al 6-7 d.C. all'influenza di Vinicio, che si configurerebbe quindi come patrono, evidentemente in vita, dello storico, il quale del resto avrebbe dedicato al nipote omonimo di lui i suoi Historiae Romanae ad M. Vinicium consulem libri duo.